# ژئوسنتتیک کلی لاینر

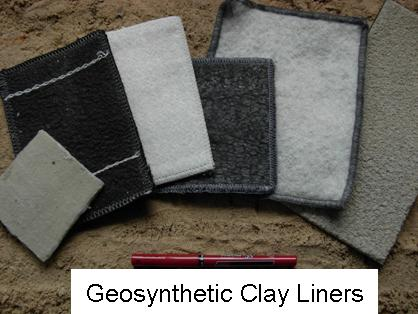
بافت‌های مختلف استفاده شده برای GCL

ژئوسنتتیک  مغزه رسی یا ژئوسنتتیک کِلِی لاینر (به انگلیسی: Geosynthetic clay liner) که به صورت مخفف «جی‌سی‌ال» (GCL) گفته می‌شود، نوعی ژئوکامپوزیت است اما به دلیل کاربرد گسترده و عملکرد مشابه ژئوممبران دارد، به صورت جداگانه نیز در نظر گرفته می‌شود . ژئوسنتتیک  مغزه رسی متشکل از ورقه‌های ژئوسنتیک با میان لایه‌های رسی (بنتونیتی) بوده  نوع متداول آن متشکل از یک لایه بنتونیت در میان دو ورقه ژئوتکستایل یا در میان یک لایه ژئوتکستایل و ژئوممبران می‌باشد. این دو لایه به روش‌های گوناگونی مانند چسباندن، دوختن یا سوزنکاری به یکدیگر متصل می‌شوند تا یک لاینر چندلایه ای را تشکیل دهند و موثرتر از نفوذ مایعات جلوگیری کند. عملکرد GCL به خاصیت تورمی بنتونیت مربوط می‌شود، زمانی که بنتونیت با آب تماس پیدا می‌کند متورم می‌شود و تمام خلل و فرج بین دو لایه ژئوتکستایل را پر می‌کند و مانع عبور آب می‌شود. مزیت ویژه GCL، خاصیت خود ترمیمی و همجوشی است. پوشش ژئوسنتتیک مغزه رسی (GCL)،  لایه ای از رس بنتونیتی کارخانه ای یا مواد نفوذناپذیر دیگر ساخته شده است که یا به دو لایه ژئوتکستایل و یا به  ژئوممبران می چسبد. برای به هم وصل کردن آنها از عامل فیزیکی مثل چسب استفاده می کنند که به آنها اضافه می شود.ژئوسنتتیک کلی لاینر به توانایی بالا در کنترل مایعات و نفوذ آلودگی، به عنوان جایگزین مناسب برای لاینرهای متداول خاکی مطرح شده اند و از جمله همترین کاربرد آن جلوگیری از نشت آب و آب‌بندی  و ایجاد حوضچه های آب (مانند کانال های آب، فاضلاب و سایر مخزن های آب می باشد) است. GCL ها از ماده های متفاوتی شده و من جمله آنها می توان به بنتونیت سدیمی، بنتونیت کلسیمی نام برد. بهترین نوع آن بنتونیت سدیمی است چرا که کمترین میزان ضریب نفوذپذیری را دارد. بنتونیت کلسیمی نیز به صورت مخلوط با سدیم هیدرکسید به عنوان لایه ی رسی استفاده کرد. ضخامت GCL چیزی حدود ۵ مییمتر است.GCL ها را می توان با دوختن دولایه ژئوتکستایل با لایه رسی بین آنها مسلح کرد.GCL ها در زیر خاک در کانال های آب به عنوان لایه ای نفوذ ناپذیر استفاده می شوند. ژئوسنتتیک لایه رسی همچون سایر ژئوسنتتیک ها، از موادی همچون پلی آمیدها،پلی اتیلن، پلی پروپین و پلی آستر ساخته شده و فساد ناپذیر است.
تاریخچه:
تاریخ معرفی ژئوسنتتیک کلی لاینر به دهه 1980 میلادی بازمیگردد. اولین استفاده عمده آن مربوط به مناطق دفن زباله و مشکلات زیست محیطی مثل محافظت از آب های زیرزمینی بود.GCL ها مزایایی نسبت به لاینری دیگر همچون هزینه کمتر، راحتی نصب و ... داشتند که باعث همه گیر شدن آنها شد. طی یک تحقیق مشخص شد که GCl  ها تحت شرایط متفاوت کارایی آنها کاهش می یابد. به عنوان مثال در آب شور یا با PH خاص باید از GCL اصلاح شده استفاده کرد.